# Ponteceso
Ponteceso település Spanyolországban, A Coruña tartományban. Ponteceso Cabana de Bergantiños, Coristanco, Carballo és Malpica de Bergantiños községekkel határos. Lakosainak száma 5318 fő (2024).

## Népesség
A település népessége az utóbbi években az alábbiak szerint változott:
| Lakosok száma | 7118 | 6810 | 6588 | 6302 | 6134 | 5893 | 5703 | 5502 | 5457 | 5318 |
|               | 2001 | 2004 | 2006 | 2009 | 2011 | 2014 | 2016 | 2019 | 2021 | 2024 |